# هیلاری اسپارلینگ
هیلاری اسپارلینگ (انگلیسی: Hilary Spurling؛ زادهٔ ۲۵ دسامبر ۱۹۴۰) روزنامه‌نگار، مؤلف (پدیدآور)، نویسنده، و زندگی‌نامه‌نویس اهل بریتانیا است.
وی همچنین برندهٔ جوایزی همچون جایزه یادبود جیمز تیت بلاک شده‌است.